# Quédate Conmigo
„Quédate Conmigo“ [keðate kommiɣo]IPA (do češtiny přeloženo jako Zůstaň se mnou, v anglické verzi Stay with me) je píseň španělské zpěvačky Pastory Soler, kterou složil španělsko-švédský tým skladatelů Thomas G: son, Tony Sanchez-Ohlsson a Erik Bernholm. Píseň reprezentovala Španělsko na Eurovision Song Contest 2012 v ázerbájdžánském Baku, kde se umístila ve finále na 10. místě.

## Pozadí
Dne 21. prosince 2011 byla Pastora Soler interně vybrána televizí RTVE, aby reprezentovala Španělsko na Eurovision Song Contest 2012 v ázerbájdžánském Baku. Pastora Soler a její tým vybral čtyři písně, které byly ve hře o Eurovision Song Contest 2012, v národním španělském kole zazpívala tři z nich. „Quédate Conmigo“ spolu s „Tu Vida es tu Vida“ byli vybrány pro národní finále přímo, zatímco „Ahora o Nunca“ byla vybrána prostřednictvím internetového hlasování a získala více hlasů než „Me despido de ti“.
Na národní finále, které se konalo dne 3. března 2012 byla vítězná píseň vybrána z 50 % diváckého hlasování a z 50 % hlasování poroty. "Quédate Conmigo" dostal nejvyšší ohodnocení od poroty i televizních diváků, a tak reprezentovala Španělsko na Eurovision Song Contest 2012.

## Vydání
Píseň byla vydána ve Španělsku na digitálních platformách dne 28. února 2012 jako singl i jako součást EP Especial Eurovisión, které obsahuje všechny čtyři kandidátské písně pro Eurovision Song Contest 2012. Finální eurovizní verze písně byla zařazen do speciální reedice nejnovějšího alba Pastory Soler Una mujer como yo, které bylo znovu vydáno 27. března 2012. Tato verze byla také vydána jako singl na digitálních platformách dne 30. března 2012 jako Quédate Conmigo (Versión Bakú).
Pastora Soler nahrála verzi v angličtině nazvanou „Stay With Me“, která byla na digitálních platformách vydána dne 24. července 2012.

## Videoklip
Oficiální videoklip písně měl premiéru 19. března 2012.

## Eurovision Song Contest
Píseň zastupovala Španělsko na Eurovision Song Contest 2012. Španělsko bylo součástí zemí Velké 5 (dnes Velké 6), a proto se automaticky kvalifikovalo do finále ze dne 26. května 2012. Španělsko vystoupilo jako 19. v pořadí z 26. Písni se podařilo umístit v nejlepší desítce s 97 body, což byl nejlepší výsledek pro Španělsko od roku 2004.

## Coververze písně
V roce 2013 zpěvák Rafa Blas, známý díky vítězství v talentové show La Voz, vydal coververzi písně, která se nachází na jeho prvním albu Mi Voz.

## Žebříčky
| Žebčíček (2012)            | Nejvyšší pozice |
| -------------------------- | --------------- |
| Belgie (Ultratip Vlámsko)  | 76              |
| Spain Singles (PROMUSICAE) | 6               |
| Spain Airplay (PROMUSICAE) | 40              |